# Hutberg (Dürrhennersdorf)
Der Hutberg (420,5 m) ist ein Berg im Lausitzer Bergland in Sachsen.

## Lage und Umgebung
Der Hutberg liegt unmittelbar östlich vom Bahnhof Dürrhennersdorf und südlich der K 8677 (Bahnhofsstraße) und steigt um etwa 80 Meter aus dem Tal des Großschweidnitzer Wassers an. Östlich am Waldrand liegen zwei größere Teiche (Engeleiteiche) die im Hutbergwasser in nördlicher Richtung ins Großschweidnitzer Wasser entwässern.

## Beschreibung
Seine Kuppe sowie der Nord- und Osthang sind mit Forstflächen bestanden, der West- und Südhang wird von landwirtschaftlicher Nutzfläche (Grünland) eingenommen.

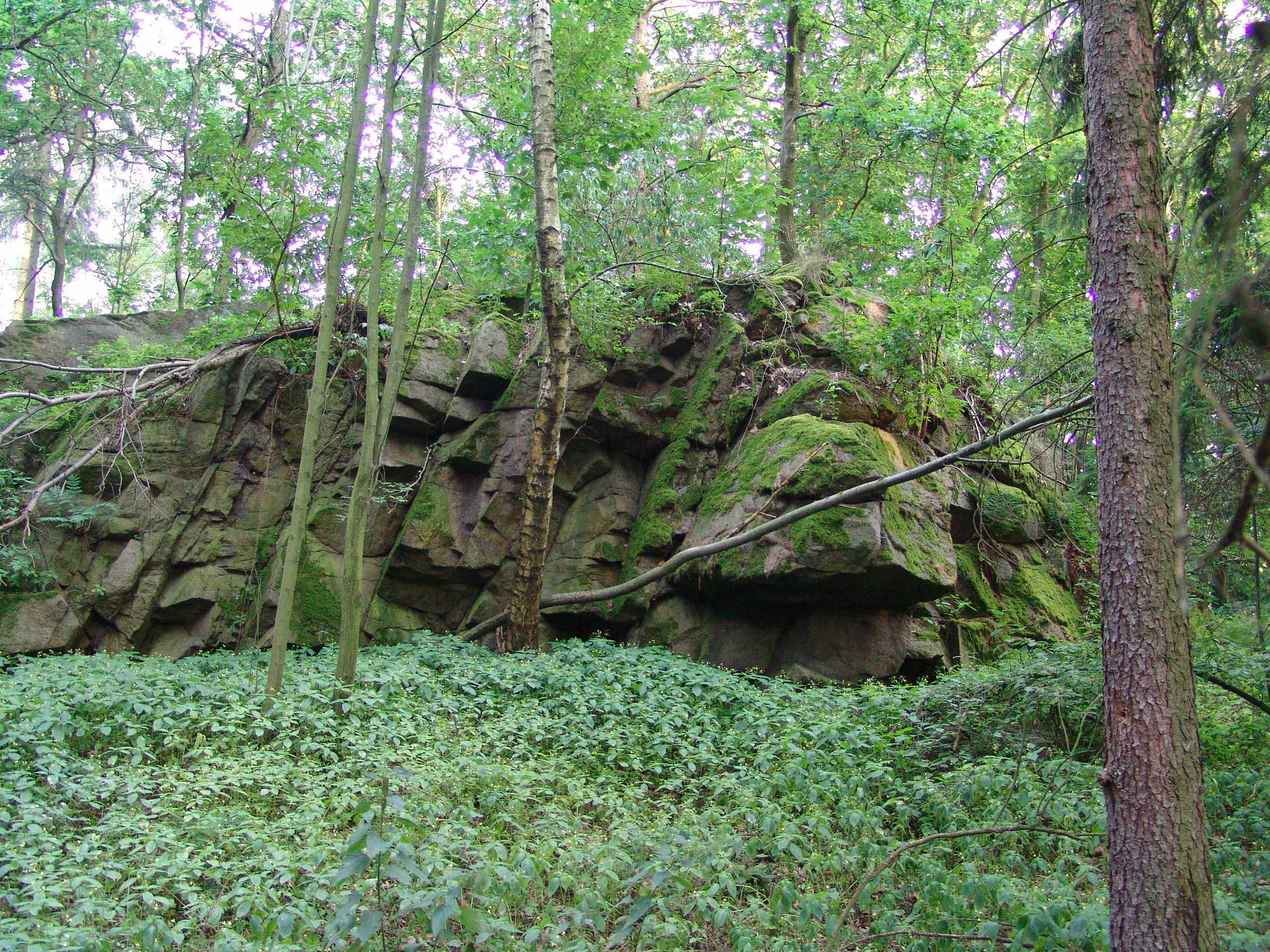
Klippengrat

Blöcke aus Granodiorit, die vereinzelt weit aus dem Boden ragen, liegen verstreut und in sehr unterschiedlicher Dichte umher. In manchen Bereichen fehlen sie vollständig. Ein ca. 4 m hoher und etwa 10 m langer Klippengrat krönt den Gipfel, der auch als Hutstein bezeichnet wird. Südlich und südöstlich davon liegen zahlreiche Gesteinsblöcke, deren Kanten im Unterschied zu den sonstigen Blöcken bemerkenswert frisch verwittert und eckig aussehen. Granodiorit steht in dem aufgelassenen Steinbruch westlich des Gipfels an.
Ähnlich wie am Hahneberg wird seit der Durchführung der modernen Forsteinrichtung der Fichtenreinbestand durch einen Mischbestand aus Fichte, Kiefer und Lärche ersetzt, die mit einzelnen Roteichen durchsetzt sind.

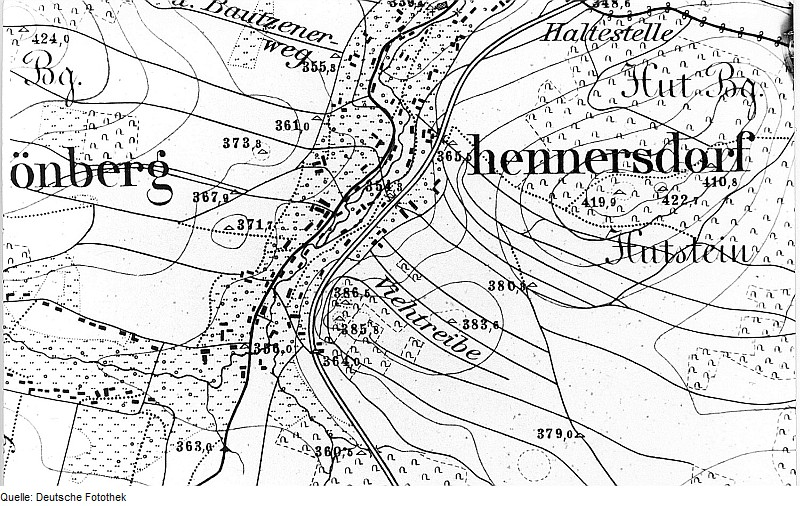
Karte von 1883